# Carney (Oklahoma)
Carney es un pueblo ubicado en el condado de Lincoln en el estado estadounidense de Oklahoma. En el año 2010 tenía una población de 647 habitantes y una densidad poblacional de 140,65 personas por km².

## Geografía
Carney se encuentra ubicado en las coordenadas 35°48′21″N 97°0′45″O / 35.80583, -97.01250 (35.805857, -97.012481).

## Demografía
Según la Oficina del Censo en 2000 los ingresos medios por hogar en la localidad eran de $27,589 y los ingresos medios por familia eran $29,688. Los hombres tenían unos ingresos medios de $25,972 frente a los $20,00 para las mujeres. La renta per cápita para la localidad era de $12,020. Alrededor del 19.6% de la población estaban por debajo del umbral de pobreza.